# Tak Matsumoto
Tak Matsumoto (jap. 松本孝弘 Matsumoto Takahiro; ur. 27 marca 1961 roku w Toyonace) – japoński gitarzysta rockowej grupy B’z, którą tworzy wraz z wokalistą, Kōshi Inabą od 1988 roku. Solowo wykonuje muzykę z pogranicza popu, rocka i hard rocka wraz z zespołem Tak Matsumoto Group, którego jest członkiem od 2004 roku. Oprócz tego, spełnia się również zawodowo jako wokalista, producent muzyczny i autor tekstów piosenek. B'z są artystami z największą liczbą sprzedanych wydawnictw muzycznych w Japonii, zaś sam Matsumoto uważany jest za jednego z najwybitniejszych gitarzystów japońskich w historii.

## Życiorys
Wraz z zespołem B'z, nakład jego płyt przekroczył 90 milionów formatów muzycznych. Matsumoto jest również zdobywcą statuetki Grammy, uznawanej za najważniejszą nagrodę w przemyśle fonograficznym na świecie. Muzyk za źródło inspiracji muzycznej podaje między innymi takie brytyjskie zespoły rockowe jak The Beatles, The Rolling Stones, Deep Purple i Led Zeppelin.

## Dyskografia

### Twórczość solowa
Opracowano na podstawie materiału źródłowego. 
- 1988: Thousand Wave
- 1992: Wanna Go Home
- 1996: Rock'n Roll Standard Club
- 1996: Thousand Wave Plus
- 1999: Knockin'  T Around
- 2002: Dragon From The West
- 2002: Hana (jap. 華)
- 2003: The Hit Parade
- 2004: House of Strings
- 2005: Ultraman Original Soundtrack
- 2005: Theatre of Strings
- 2010: Take Your Pick
- 2012: Strings of My Soul
- 2014: New Horizon
- 2016: Enigma
- 2017: Electric Island, Acoustic Sea